# Okres Linec-venkov
Okres Linec-venkov je okres v rakouské spolkové zemi Horní Rakousy. Má rozlohu 460,25 km² a žije zde 138 721 obyvatel (k 1. 1. 2011). Sídlem okresu je město Linec. Okres se dále člení na 22 obcí (z toho 4 města a 7 městysů).

## Města a obce

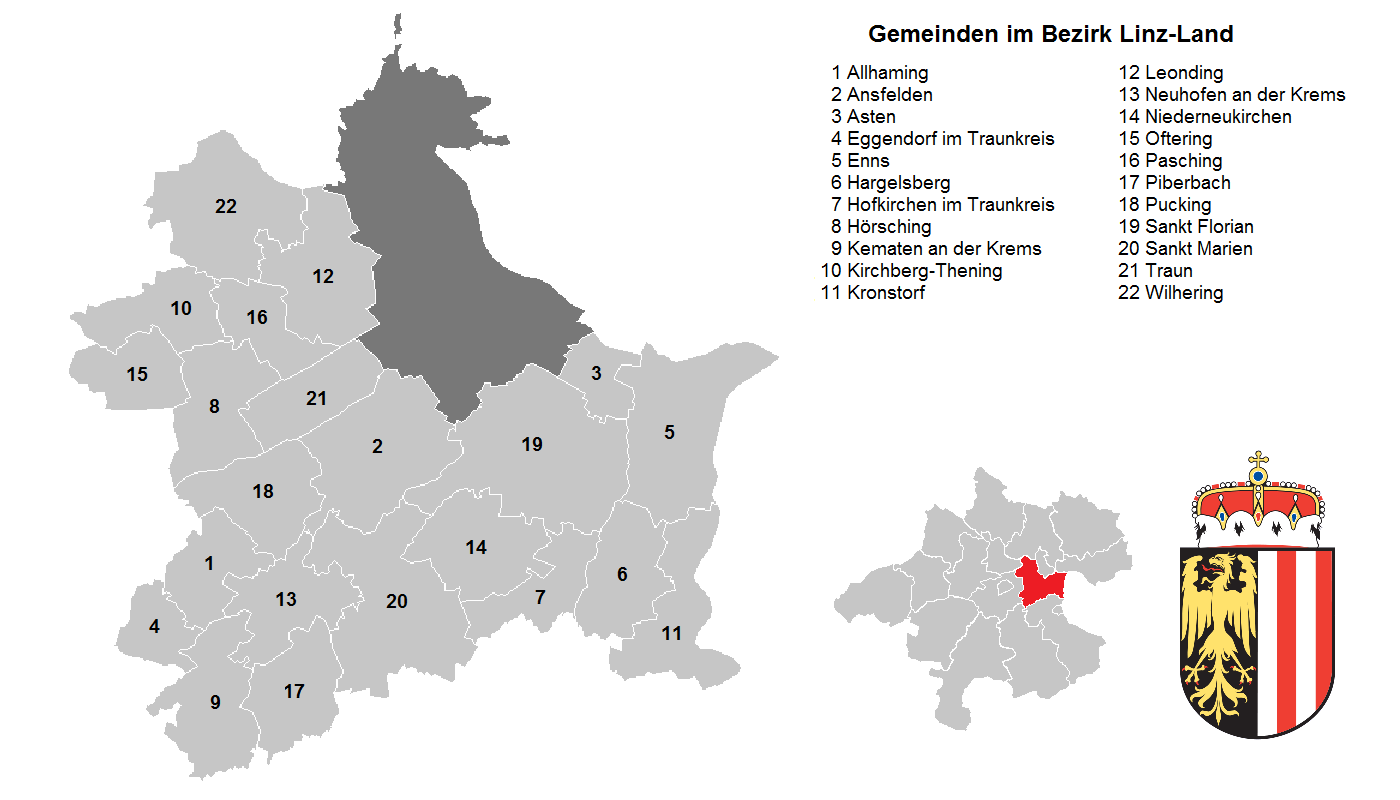
Obce v okrese Linec-venkov

| Města: - Ansfelden - Leonding - Enns - Traun Městysy: - Asten - Hörsching - Kronstorf - Neuhofen an der Krems - Pucking - Sankt Florian - Wilhering | Obce - Allhaming - Eggendorf im Traunkreis - Hargelsberg - Hofkirchen im Traunkreis - Kematen an der Krems - Kirchberg-Thening - Niederneukirchen - Oftering - Pasching - Piberbach - Sankt Marien |